# Барзінггаузен
Барзінгхаузен (нім. Barsinghausen) — місто в Німеччині за 20 км на захід від Ганновера.
Знаходиться в районі Ганновер, у землі Нижня Саксонія.
Населення становить 34 327 ос. (станом на 31 грудня 2021). Займає площу 102,65 км².
Офіційний код — 03 2 41 002.
Місто ділиться на 18 міських районів.

## Демографія
| Населення Барзінгхаузена. Орієнтовні розрахунки на 31 Грудня щороку. |  |
|                                                                      |  |

## Міста побратими
- Україна: Ковель
- Польща: Бжег-Дольни
- Німеччина: Вурцен
- Франція: Монт-Сент-Еньян

## Галерея

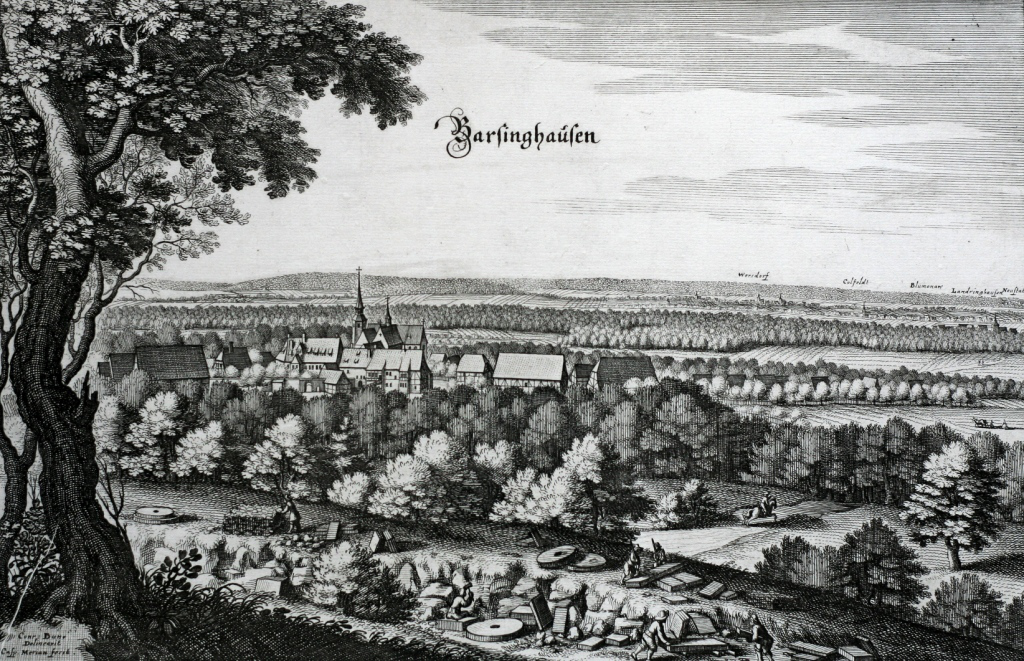
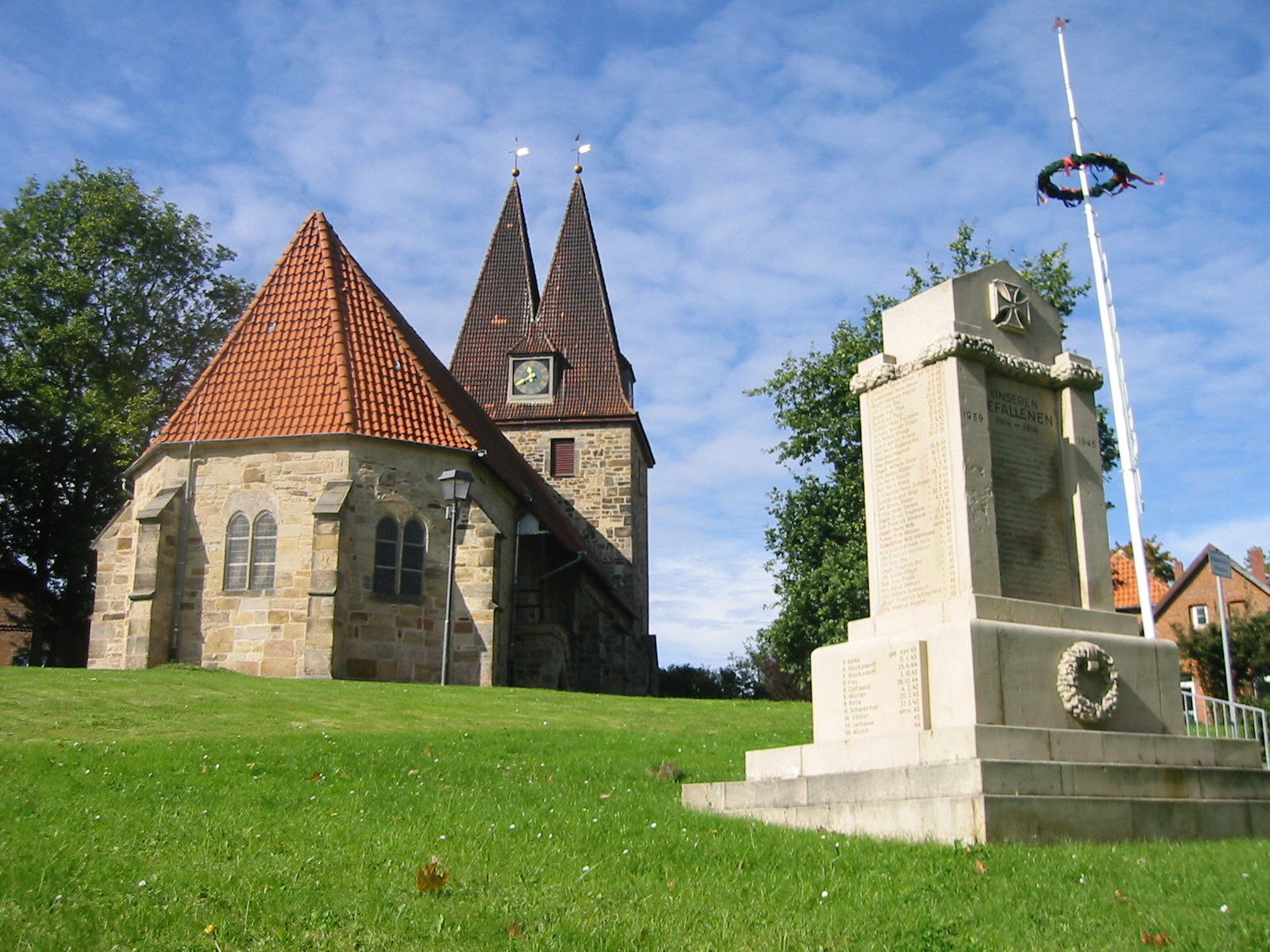
Церква св. Томаса в околиці Гоенбостел
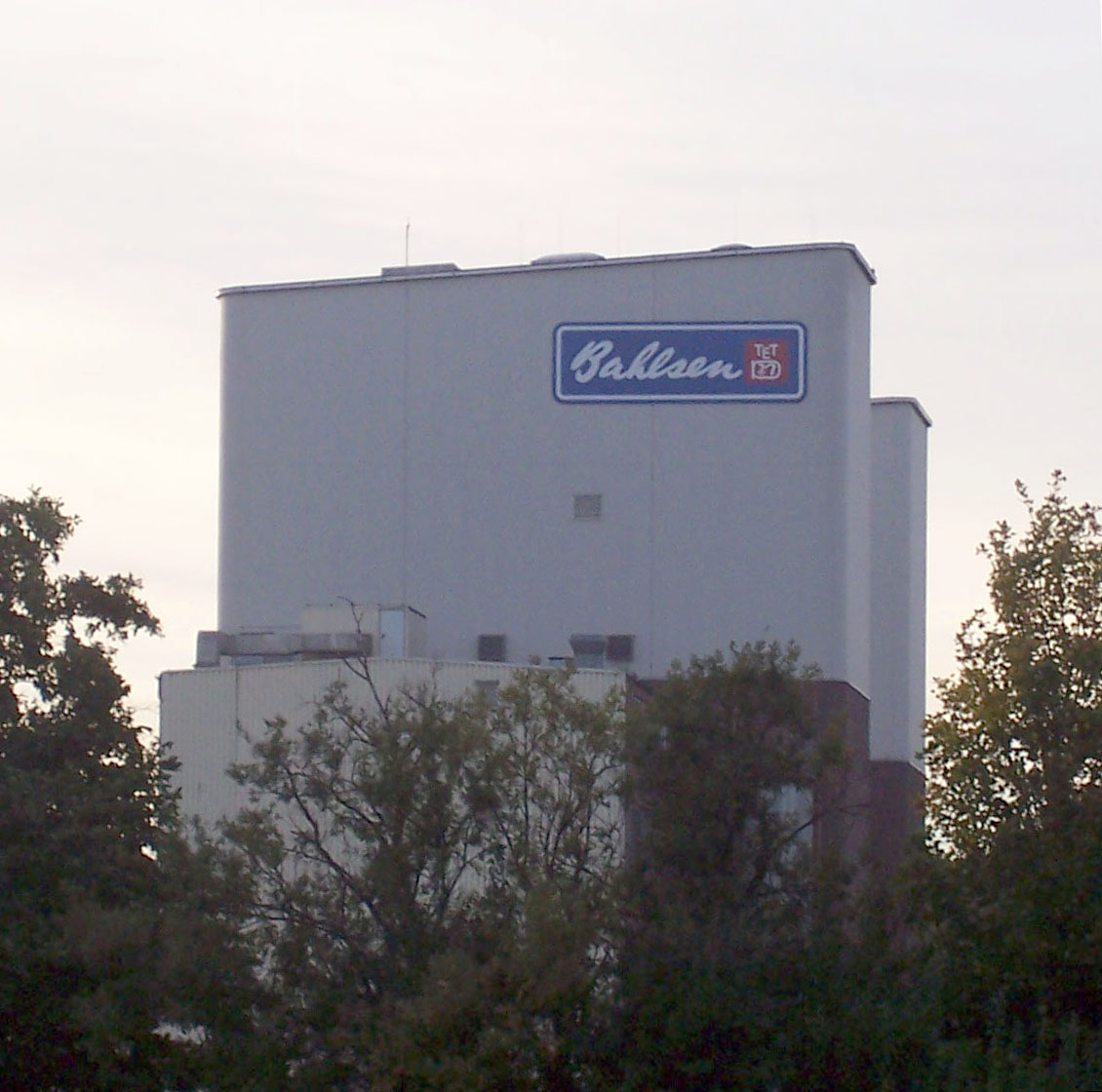
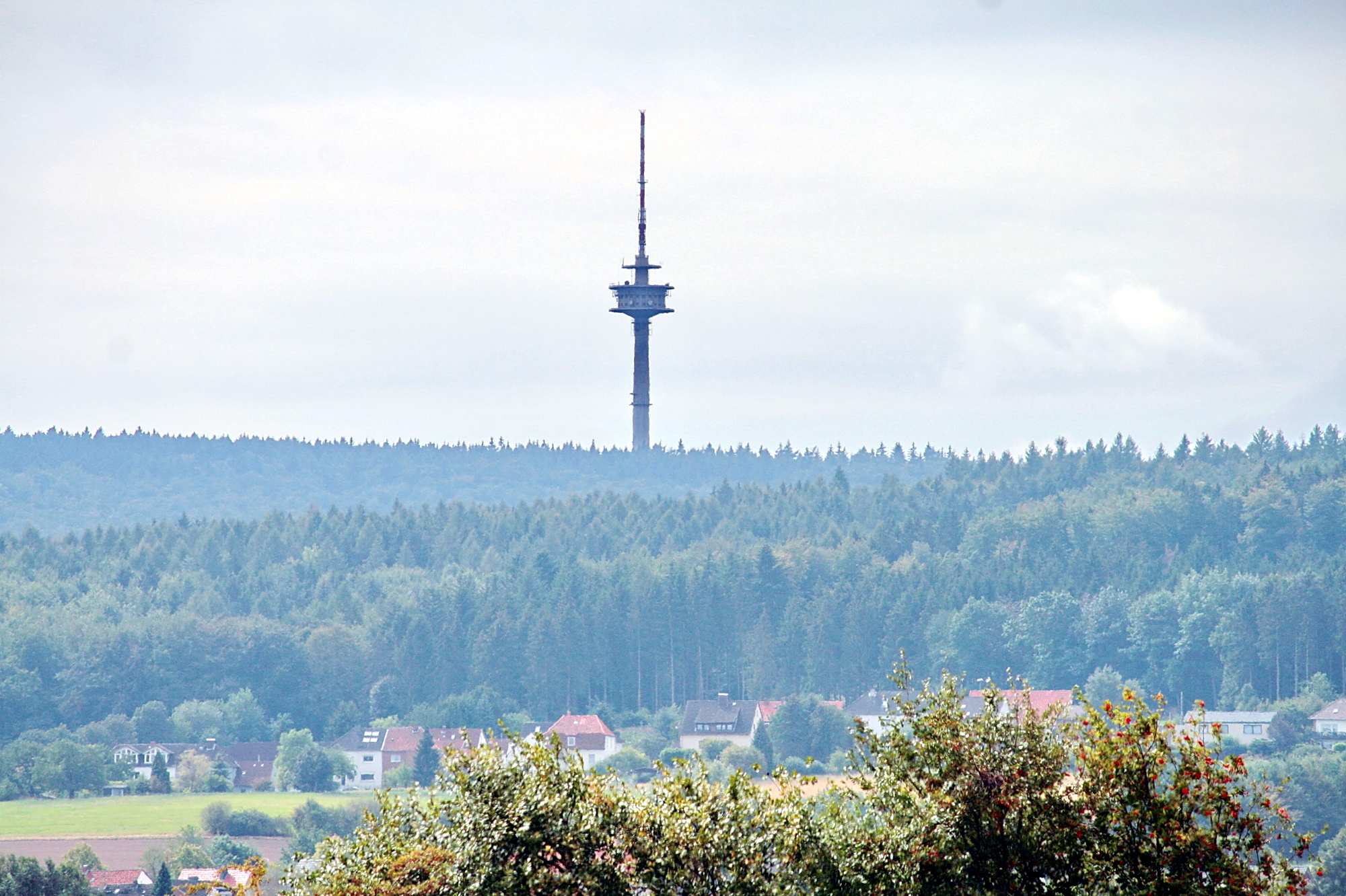
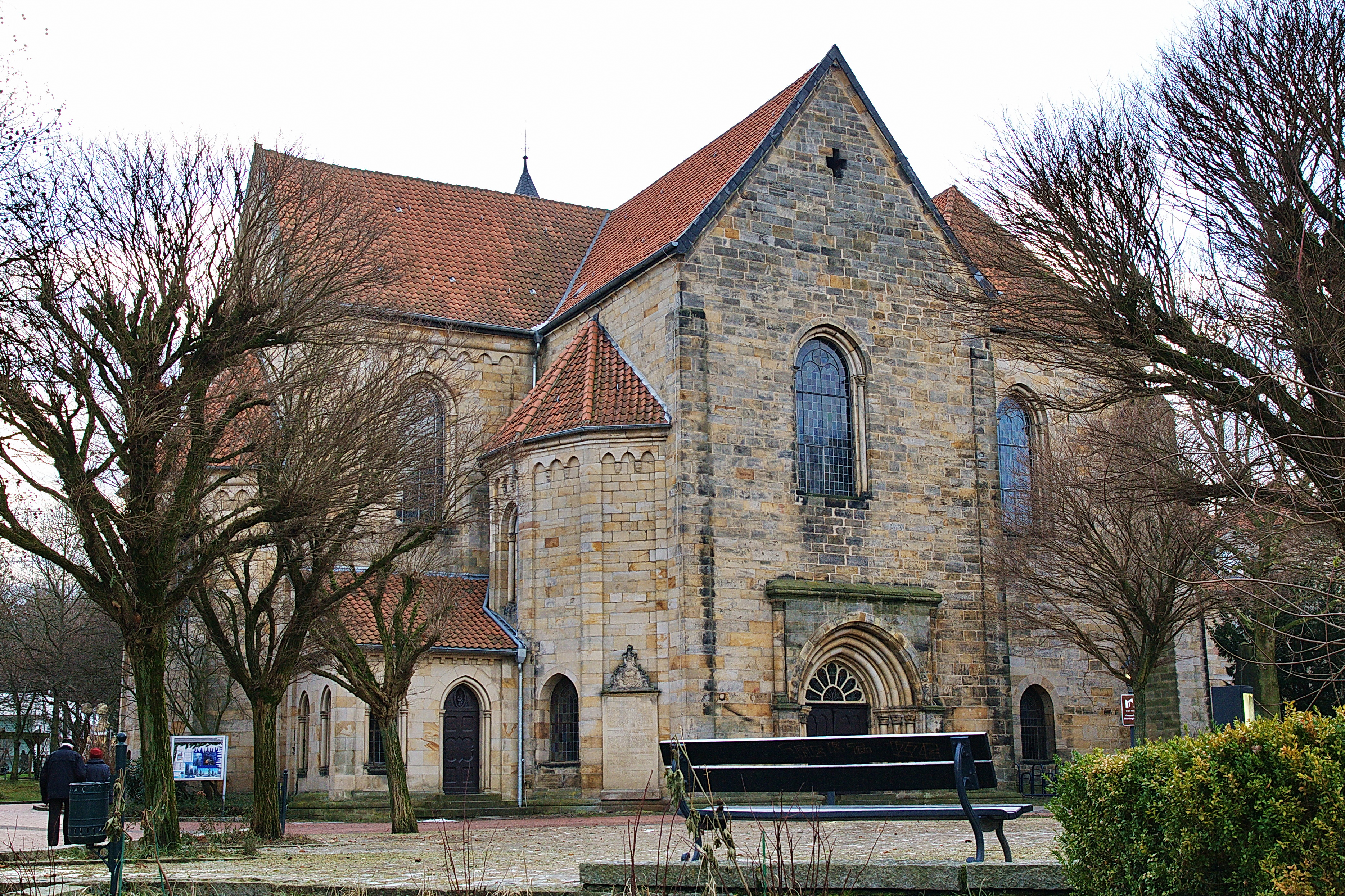
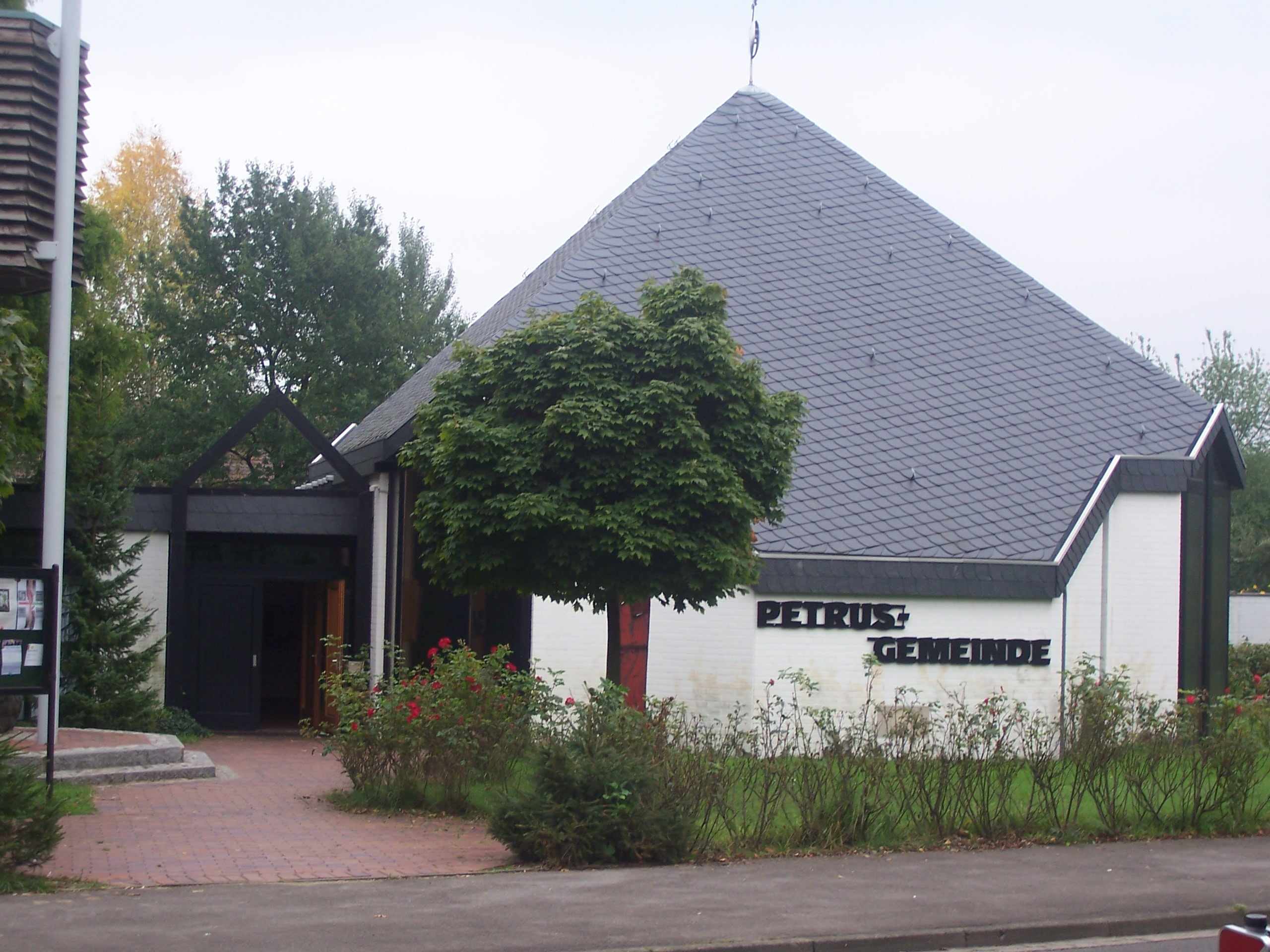
Церква св. Петра